# Plethodontohyla angulifera
Plethodontohyla angulifera là một loài ếch trong họ Nhái bầu. Chúng là loài đặc hữu của Madagascar.